# Mitchell Culshaw
Mitchell Culshaw (sinh ngày 15 tháng 9 năm 2001) là một cầu thủ bóng đá người Anh thi đấu cho Wigan Athletic ở vị trí tiền vệ. Anh có màn ra mắt ngày 7 tháng 11 năm 2017, trong trận đấu ở EFL Trophy.